# 都兰河
都兰河，位于中华人民共和国青海省海西蒙古族藏族自治州天峻县南部及乌兰县东北部一条内陆河，“都兰”蒙古语意为“温暖”。发源于天峻县南部山区，自源头向东南约35千米至与315国道交会处折向西流，至乌兰县铜普镇转向西南，经都兰河水库和乌兰县城东郊，最后于县城东南注入都兰湖。河长83.1千米，流域面积1133平方千米。